# مرشد العسل الماليزي
مرشد العسل الماليزي أو دليل المناحل الماليزي (الاسم العلمي:Indicator archipelagicus) (بالإنجليزية: Malaysian Honeyguide)‏ هو نوع من الطيور يتبع جنس مرشد العسل من فصيلة مرشدات العسل.